# اچ. سی. کومبس
هربرت کول «ناگیت» کومبز (Herbert Cole "Nugget" Coombs) (زادهٔ ۲۴ فوریه ۱۹۰۶ – ۲۹ اکتبر ۱۹۹۷)، یک اقتصاددان استرالیایی و کارمند دولت بود. او به عنوان نخستین رئیس بانک ذخایر استرالیا شهرت دارد، سمتی که او از ۱۹۶۰ تا ۱۹۶۸ میلادی بر عهده داشت.

## سال‌های اولیه
کومبز در کالاموندا، استرالیای غربی زاده شده و یکی از شش فرزند یک رئیس ایستگاه ریل در یک ناحیه و مادر دانش‌آموخته بود.
نظریات سیاسی و اقتصادی کومبز بر اثر رکود بزرگ شکل گرفت، رکودی که در ۱۹۲۹ میلادی به استرالیا ضربه زده و موجب سقوط کامل اقتصاد کشور شد که برای شکوفایی خود به‌طور کامل متکی به صادرات اقلام بود. هنگام دانشجویی در پرت، او یک سوسیالیست بود، اما در خلال مدتی که او در مدرسه اقتصاد لندن درس می‌خواند، به نظریات اقتصادی جان مینارد کینز گرویده شد. او باقیمانده حرفه‌ای خود را در راستای یافتن راه‌حل‌های کینزی برای مشکلات اقتصادی استرالیا سپری کرد. او هیچ‌گاهی در پی به‌دست آوردن مقام‌های دولتی یا پیوستن به حزب سیاسی نبود، اما او تلاش نمود تا به عنوان یک مدیر و مشاور از نظر سیاسی تأثیر بگذارد.
او برنده بورسیه‌ای در مدرسه مدرن پرت شد. پس از گذراندن پنج سال در آنجا، او برای یک سال به عنوان استاد کار آموز خدمت نموده و بعداً دو سال را در کالج استادان گذارند. سپس او برای دو سال به تدریس در مدرسه‌های کشور ادامه داده و در این جریان در دانشگاه استرالیای غربی که در آن زمان تنها دانشگاه آزاد بود، به آموزش لیسانس علوم مقدماتی (B.A) پرداخت. او که در دو سال اخیر به یک مدرسه کلان‌شهری منتقل شده بود، لیسانس علوم مقدماتی را با درجه اول از رشته اقتصاد به اتمام رسانده و برنده یک بورسیه دانشجویی هاکیت برای تحصیل در خارج از کشور شد. این بورسیه دانشجویی برای یک سال به تعویق افتاد و او در این مدت توانست فوق لیسانس خود در رشته علوم (M.A) را نیز در دانشگاه استرالیای غربی به اتمام رسانده و با استاد همکار خود به‌نام ماری آلیس («لالی») راس در اواخر ۱۹۳۱ میلادی ازدواج کند. هنگامی که او در دانشگاه استرالیای غربی بود، کومبز در ۱۹۳۰ میلادی به عنوان رئیس شورای ورزشی و متعاقب آن در ۱۹۳۱ میلادی به عنوان رئیس انجمن دانشجویان لیسانس، انتخاب گردید. پس از آن، او به مکتب اقتصاد لندن رفته و در آنجا تحت نظر هارولد لسکی، یکی از تاثیرگذارترین مارکسیست‌های قرن بیستم، آموزش دید. در ۱۹۳۳ میلادی، درجه علمی دکترای تخصصی (PhD) پس از نوشتن رساله‌ای در مورد بانک‌داری مرکزی، به او اعطاء گردید.
در ۱۹۳۴ میلادی، او دوباره به شغل معلمی در پرت بازگشته و هم‌زمان با آن به‌طور نیمه-وقت در دانشگاه استرالیای غربی به تدریس علم اقتصاد پرداخت.

## خدمات عمومی
کومبز در ۱۹۳۴ میلادی به استرالیا بازگشت، در ۱۹۳۵ به عنوان اقتصاددان در بانک کامن‌وِلت استرالیا گماشته شده و بعداً در یک بانک دولتی که به عنوان بانک مرکزی استرالیا کار می‌کرد، خدمت نمود. در ۱۹۳۹ میلادی، او به عنوان اقتصاددان ارشد به وزارت خزانه‌داری استرالیا در کانبرا رفت. او به عنوان یک شورش‌گر کینزی بر علیه نظریه اقتصاد کلاسیک که با تأثیر از مکتب اقتصاد دانشگاه ملبورن به رهبری ال.اف. گبلین و دوگلاس کوپلاند، وزارت خزانه‌داری را تحت سلطه خود داشت، مشهور شد.
حزب کارگر استرالیا تحت رهبری جون کورتین در ۱۹۴۱ میلادی به قدرت رسید و کومبز خود را در یک محیط سیاسی یافت که بسیار حامی نظریات وی بود. کورتین وی را در اکتبر ۱۹۴۱ میلادی به عنوان عضو هیئت کامن‌ولت بانک گماشت. وزیر خزانه‌داری، بن چیفلی در ۱۹۴۲ میلادی او را به عنوان رئیس بخش سهمیه‌بندی گماشته و در ۱۹۴۳ میلادی او را رئیس کل وزارت بازسازی پس از جنگ مقرر کرد، یک وزارت جدید که چیفلی علاوه بر وزارت خزانه‌داری مسئولیت آن را نیز بر عهده داشت. کومبز در تهیه اوراق سفید در مورد اشتغال کامل در استرالیا که برای نخستین‌بار حکومت را متعهد به حفظ اشتغال کامل پس از سال‌های جنگ جهانی دوم می‌کرد، نقش رهبری را ایفا نمود.
چیفلی که قبلاً راننده ریل بود، هیچ آموزشی در علم اقتصاد نداشت و به‌طور کامل متکی به مشاوره کومبز بود. نزدیکی کومبز به چیفلی و نقش بسیار فراگیر دولت در اقتصاد در جریان جنگ جهانی دوم، او را به قدرت‌مندترین کارمند دولت در تاریخ استرالیا مبدل کرد. نقش وی پس از آن گسترده‌تر گردید که چیفلی در ۱۹۴۵ میلادی نخست‌وزیر استرالیا شد.
چیفلی در ژانویه ۱۹۴۹ چیفلی را به عنوان رئیس کامن‌ولت بانک گماشت که مهم‌ترین سمت در تنظیم اقتصاد استرالیا بود. هر چند پس از روی‌کار آمدن حزب لیبرال در دسامبر همان سال، افول کومبز محتمل به‌نظر می‌رسید، اما نخست‌وزیر جدید رابرت منزیس او را در سمتش ابقا نموده و به‌زودی به داوری‌های وی اعتماد کرد. منزیس یک کینزی میانه‌رو بود و از نظر سیاست‌های اقتصادی تفاوت‌های معدودی میان این دو مرد وجود داشت، به‌ویژه چون استرالیا بلافاصله شروع به شکوفایی طولانی پس از جنگ کرد و بسیار کم نیاز بود تا تصمیم‌های سخت اقتصادی اتخاذ گردد.
در ۱۹۶۰ میلادی، زمانی که بانک ذخایر استرالیا تأسیس گردید تا وظایف بانک مرکزی که قبلاً کامن‌ولت بانک انجام می‌داد را برعهده بگیرد، کومبز به عنوان رئیس بانک ذخایر گماشته شد. در آن زمان او با مشاوره دادن به حکومت و دیگران مبنی بر این‌که بهترین مرد برای این شغل نادیده گرفته شده‌است، به سِر لیسلی ملویلی ارج گذاشت.
او در ۱۹۶۸ میلادی از وظایف دولتی بازنشسته شد.

## اواخر زندگی
کومبز پس از بازنشستگی نیز به کارکردن ادامه داد. او اشتیاق خود نسبت به هنرها را از قبل اظهار داشته و در ۱۹۵۴ میلادی نخستین رئیس تراست تئاتر الیزابتی استرالیا بود (به افتخار الیزابت دوم نام‌گذاری شده بود، نه به‌خاطر این‌که تئاتر الیزابتی را ترویج می‌کرد). در ۱۹۶۷ میلادی، او نخست‌وزیر هارولد هولت را بازنشسته نمود تا شورای هنرهای استرالیا (که هرچند نه از نظر حقوقی، اما سلف شورای استرالیا است) را به عنوان نهادی برای تأمین مالی هنرها تأسیس نماید و در ۱۹۶۸ میلادی او رئیس این شورا شد. او از نزدیک با نخست‌وزیر جان گورتون کار کرد تا برای صنعت فیلم استرالیا، منابع مالی تأمین کند. او همچنین از ۱۹۶۸ – ۱۹۷۶ میلادی رئیس دانشگاه ملی استرالیا شد، دانشگاهی که او در ۱۹۴۶ میلادی به تأسیس آن کمک کرده بود. او خطابهِ بونتاین را در ۱۹۷۰ میلادی تحت عنوان «ارزش‌های انسانی – آموزش در جامعه در حال تغییر استرالیا» ایراد کرد.
مهم‌ترین کار کومبز پس از بازشستگی، نقش وی در حمایت از بومیان جزیره استرالیا بود. در ۱۹۶۷ میلادی، او رئیس شورای امور بومی‌های استرالیا شد، شورای که توسط حکومت هولت پس از یک همه‌پرسی که طی آن به پارلمان مشترک‌المنافع این قدرت را داد تا برای مردمان بومی قانون ویژه تصویب نمایند، تأسیس گردید. هرچند، او از این‌که حکومت‌های گورتون و مک‌ایون توصیه‌های معدود این شورا را مدنظر گرفتند، ناامید شد. قبل از این‌که رهبر حزب کارگر گاف ویتلم در ۱۹۷۲ میلادی نخست‌وزیر شود، او مشاور نزدیک ویتلم بوده و در این مدت به‌طور گسترده‌ای سیاست حزب کارگر در رابطه با امور مردمان بومی استرالیا را نوشت، به‌ویژه تعهدات این حزب در رابطه با حق زمین مردمان بومی. در ۱۹۷۲ میلادی، او جایزه «استرالیایی سال» را به‌دست‌آورد.
کومبز از ۱۹۷۲ تا ۱۹۷۵ میلادی به عنوان مشاور نخست‌وزیر ویتلم خدمت نمود، اما تأثیر وی باعث دل‌خوری سایر وزیران گردید.